# Казацкая слобода (исторический район Курска)
Каза́цкая слобода́ — исторический район современного Центрального округа города Курска, располагающийся на правом (западном) берегу реки Кур к северу от улицы Щемиловка.

## Происхождение названия
Название района происходит от рода занятий слободчан — казаков, поселившихся с другими служивыми людьми у восстановленной Курской крепости.

## История
Возникновение пригородной Казацкой слободы связано с восстановлением воеводой Иваном Полевым и головой Нелюбом Огаревым по указу царя Федора Иоанновича Курской крепости на границе Русского царства в 1596 году. В приграничный город у «сторожевой черты» из Москвы и других городов в Курск для защиты крепости переводились в числе других служивых людей и казаки, несшие службу на своем коне и со своим оружием. Потом коренное население слободы состояло из бывших государственных крестьян, владевших землей на общинном праве. В 1626 году в Курске и уезде служило: детей боярских — 864 человека, казаков — 299 человек, стрельцов — 200 человек, пушкарей и других — 39 человек.
Первоначально Казачья слобода располагалась около Курского острога. До 1782 года, когда Курск получил градостроительный план, утверждённый Екатериной II, слобода размещалась западнее реки Кур до нынешней улицы Советской, занимая пространство по обе стороны современной улицы Большевиков. В 1762—1767 годах на самой северной окраине Казацкой слободы, «на гумнах», была возведена каменная церковь Вознесения с приделом Архангела Михаила, длительное время служившая единственным приходским храмом для жителей Казацкой слободы.
После утверждения плана города 1782 года Казацкая слобода была перенесена на другие земли, ранее используемые как сельскохозяйственные угодья. На новом месте казаки стали заниматься не только земледелием, но и городскими промыслами. Сохранились заметки очевидца жизни Казацкой слободы того времени: 

 Однодворцы состоят на положенном казенном окладе, промышляют хлебопашеством. Но в слободе Казацкой жителей отменно зажиточных нет, ибо они, поелику близ города, к земледелию не прилежны. Землю свою некоторые из них отдают внаймы соседствующим разных селений жителям, а сами упражняются, некоторые из них в рукоделии, как-то: гребенщики, портные, сапожные, кузнецы, плотники, пушнари (скорняки) и решетники, а другие и никакого рукоделия не имеют, но нанимаются в городе в полицейские десятские и у купцов в работники, а иные находятся у питейных откупщиков, в служителях.
Определенная часть населения слободы продолжала заниматься хлебопашеством и садоводством. Существует предание, что во время визита в Курск императрицы Екатерины II летом 1787 года житель Казацкой слободы преподнес ей корзину яблок, отлично сохранившихся от урожая прошлого года. Попробовав яблоко, императрица спросила у него, как называется этот сорт. Крестьянин признался, что дерево выросло у него из семечка и он не знает, что это за сорт. В благодарность слободчанин получил от императрицы 100 рублей. Екатерина II приказала каждый год доставлять в Зимний дворец такие яблоки, которым она дала название «Добрый крестьянин». Позже этот сорт, относящийся к разновидности курской антоновки, широко разводился в Курске.
Согласно однодневной переписи населения города Курска и его пригородных слобод 1865 года, в Казацкой слободе на тот момент насчитывалось 2866 мужчин и 3033 женщины, основную часть её населения составляли русские. Хлебопашеством занимались 860 человек, сапожников было 135 , портных — 40, шубников — 50, кузнецов — 66, столяров — 14, бондарей — 14, печников — 13. В торговле было занято 62 человека. Женщины занимались изготовлением пряжи, тканием холста или домашним хозяйством. Нищенствовало 13 человек. Среди мужчин было 343 грамотных, а среди женщин — только 24. В гимназиях учились четверо подростков, в училищах — 15 детей, а ещё 69 детей брали уроки на дому или у дьячков.
В конце XIX века слобода четко делилась на две части: ближнюю и дальнюю. Ближняя часть тесно соприкасалась с городом, что накладывало отпечаток на занятия её населения: мужчины были заняты башмачным или портняжным ремеслом; женщины в основном работали в огородах и садах, на бахчах, а некоторые трудились на городских табачных фабриках, занимались починкой крупяных и мучных мешков, сортировкой перьев и пуха для купеческих лавок, мытьём бутылок в казённом винном складе. Часть замужних женщин занимались торговлей продуктами на городских базарах или приготовлением пищи для так называемых «обжорных рядов». Из-за близости слободских улиц к городским кварталам с обилием кабаков в ближней части Казацкой слободы было распространено пьянство.
В дальней части Казацкой слободы её жители большей частью по-прежнему занимались хлебопашеством, в меньшей степени — ломовым или легковым извозом. В зимнее время в хатах дальней части было холодно, печи топились торфом, навозом или соломой, так как дрова для многих семей были слишком дорогим топливом. Весной самая нижняя часть слободы заливалась водами Кура, летом улицы густо зарастали травой.
В 1887—1888 годы на средства прихожан и жертвователей был возведён Храм Вознесения Господня, при этом в него был перенесён престол из церкви Вознесения с приделом Архангела Михаила, после чего последняя стала называться Михайловской.
По переписи 1897 года в Казацкой слободе насчитывалось уже 7682 человека. После Октябрьской революции в ней проживало 9112 человек. Общее количество дворов было 1216. Земледелием занимались 600 человек, а остальные — ремёслами.
Казацкая слобода административно относилась к Курскому уезду, являясь центром одноимённой волости. В Казацкую волость входили деревни Гремячий Колодезь (Гремячка), Долгий Колодезь (Татариново), Поповка и слобода Пушкарная.
После Октябрьской революции был создан Казацкий сельсовет. 22 мая 1921 года в Казацкую волость включены населённые пункты, входившие в Стрелецкую волость. 14 июня 1924 года Казацкая волость упразднена, а её территория включена в Ямскую волость. 30 июля 1928 года Ямская волость была упразднена, а Казацкий сельсовет был включён в состав Курского района, в январе 1935 года Курский район был разделён на три района и Казацкий сельсовет вошёл в состав Стрелецкого района. По указу Президиума Верховного Совета РСФСР от 19 сентября 1939 года Казацкая слобода вошла в городскую черту Курска став частью Дзержинского района, одновременно в черту города Курска была включена и Пушкарная слобода, а Казацкий сельсовет был упразднён.